# Vol. 3... Life and Times of S. Carter
Vol. 3... Life and Times of S. Carter es el cuarto álbum del rapero Jay-Z, lanzado en 1999, en el que se incluye el éxito «Big Pimpin».

## Lista de canciones
1. «Hova Song (Intro)»
2. «So Ghetto»
3. «Do It Again (Put Ya Hands Up) (con Beanie Sigel & Amil)»
4. «Dopeman»
5. «Things That U Do (con Mariah Carey)»
6. «It's Hot (Some Like It Hot)»
7. «Snoopy Track (con Juvenile)»
8. «S. Carter (con Amil)»
9. «Pop 4 Roc (con Beanie Sigel/Memphis Bleek/Amil)»
10. «Watch Me (con Dr. Dre)»
11. «Big Pimpin' (con UGK)»
12. «There's Been A Murder»
13. «Come And Get Me»
14. «NYMP»
15. «Hova Song (Outro)»